# Gamou
Gamou (auch: Guamou) ist eine Landgemeinde im Departement Gouré in Niger.

## Geographie
Gamou liegt in der Sahelzone. Die Nachbargemeinden sind Alakoss im Nordwesten, Kellé im Osten, Gouré im Süden und Moa im Südwesten.
Bei den Siedlungen im Gemeindegebiet handelt es sich um 26 Dörfer und 5 Weiler. Der Hauptort der Landgemeinde ist Birni Kazoé.

## Geschichte
Ende des 19. Jahrhunderts gehörte Gamou zum Sultanat Zinder, konnte sich jedoch unter seinem 1891 verstorbenen Herrscher Daoudou eine relative Unabhängigkeit gegenüber den größeren Nachbarorten Gouré und Kellé erstreiten. Unter französischer Herrschaft zu Beginn des 20. Jahrhunderts bildete Gamou einen eigenen Kanton, der trotzdem mehrerer Versuche hinsichtlich seiner Auflösung erhalten blieb. Aus dem Kanton Gamou ging im Zuge einer landesweiten Verwaltungsreform 2002 die Landgemeinde Gamou hervor.

## Bevölkerung
Bei der Volkszählung 2012 hatte die Landgemeinde 23.218 Einwohner, die in 4.002 Haushalten lebten. Bei der Volkszählung 2001 betrug die Einwohnerzahl 13.715 in 2.894 Haushalten.
Im Hauptort lebten bei der Volkszählung 2012 7.500 Einwohner in 1.284 Haushalten, bei der Volkszählung 2001 3.978 in 838 Haushalten und bei der Volkszählung 1988 4.138 in 933 Haushalten.
In ethnischer Hinsicht ist die Gemeinde ein Siedlungsgebiet der Kanuri-Untergruppe Dagara und der Hausa-Untergruppe Damagarawa sowie von Fulbe, Tuareg und Tubu. Die Fulbe und die aus dem Norden kommenden Tuareg betreiben transhumante Viehwirtschaft.

## Politik
Der Gemeinderat (conseil municipal) hat 11 gewählte Mitglieder. Mit den Kommunalwahlen 2020 sind die Sitze im Gemeinderat wie folgt verteilt: 6 PNDS-Tarayya, 4 PSD-Bassira und 1 MNSD-Nassara.
Jeweils ein traditioneller Ortsvorsteher (chef traditionnel) steht an der Spitze von 25 Dörfern in der Gemeinde.

## Wirtschaft und Infrastruktur
Im Hauptort Birni Kazoé befindet sich ein insbesondere für den Handel mit Zinder und Nigeria bedeutender Viehmarkt. Der Markttag ist Dienstag. Das staatliche Versorgungszentrum für landwirtschaftliche Betriebsmittel und Materialien (CAIMA) unterhält eine Verkaufsstelle im Hauptort. Es gibt einen lokalen Bürgerhörfunk (radio communautaire) im Hauptort.
Im Hauptort ist ein Gesundheitszentrum des Typs Centre de Santé Intégré (CSI) vorhanden. Es verfügt über ein eigenes Labor und eine Entbindungsstation. Der CEG Birni Kazoé ist eine allgemein bildende Schule der Sekundarstufe des Typs Collège d’Enseignement Général (CEG). Das Berufsausbildungszentrum Centre de Formation aux Métiers de Gamou (CFM Gamou) bietet einen Lehrgang in Metallbau an.
Durch Birni Kazoé führt die 187,5 Kilometer lange Nationalstraße 34 zwischen der Nationalstraße 11 und Gouré. Es handelt sich um eine einfache Erdstraße.